# Стаменкович, Лена
Ле́на Стаме́нкович (серб. Лена Стаменковић / Lena Stamenković; род. 1 июня 2004, Заечар, Сербия и Черногория) — сербская певица. Представляла Сербию на «Детском Евровидении — 2015» с песней «Ленина песма» (с серб. — «Ленина песня»), где заняла седьмое место с 79 баллами.

## Биография
Лена Стаменкович родилась 1 июня 2004 года в Заечаре, находящимся в Сербии и Черногории (ныне — Сербии).
Свою музыкальную карьеру Лена начала в 2015 году — она приняла участие в шоу «Пинкове звезде», где заняла четвёртое место. Лена обладает мощным голосом и исполняет высокие ноты, из-за чего её сравнивают с албанской певицей Роной Нишлиу.
По словам Лены, её любимыми артистами являются Селин Дион, Алиша Киз, Мэрайя Кэри, Queen и Майкл Джексон.

### Конкурс «Детское Евровидение — 2015»
21 сентября 2015 года сербский телевещатель «РТС» объявил, что Лена Стаменкович представит Сербию на конкурсе «Детское Евровидение — 2015» с песней «Ленина песма», написанной самой певицей в соавторстве с автором песен Леонтиной Вукоманович. В композиции описаны проблемы миграции. Релиз конкурсной песни состоялся 11 октября.
Конкурс прошёл 21 ноября 2015 года в Софии, Болгария. По итогам голосования Лена набрала 79 баллов, заняв седьмое место (из 17-ти участников).